# محمد مهر الدين
محمد مهر الدين (1938 - 2015) هو فنان تشكيلي عراقي.

## حياته
ولد محمد مهر الدين عام 1938 في البصرة، أكمل دراسته فيها، حيث كان يُلقب بـ رسام المدرسة في المرحلة الابتدائية، شارك في أول معرض له في عام 1955 عندما كان طالباً في المرحلة الثانوية، التحق بمعهد الفنون الجميلة في بغداد عام 1956 للدراسات المسائية، وتتلمذ على ايدي جواد سليم وفائق حسن، وتأثر بهما كثيراً، وفي عام 1959 شارك في معرض جماعي في لجمعية الفنانين العراقيين في بغداد، سافر بعد ذلك الى بولندا لدراسة الفنون التشكيلية، وحصل على شهادة الماجستير في الرسم والكرافيك من أكاديمية الفنون الجميلة في وارسو عام 1966، وتأثر بالفنان الاسباني أنتوني تابيس، عاد الى العراق وأقام معرض شخصي على قاعة تالة عام 1967، أسس مع مجموعة من فنانين عراقيين جماعة أطلق عليها (نحو رؤيا جديدة)، وشارك بمعرضها الأول للملصقات الجدارية عام 1970، أقام العديد من المعارض الشخصية والجماعية داخل العراق وخارجه.

## جوائز
- الجائزة التقديرية في المرتبة الثانية في بينالي الفنون في أنقرة عام 1986.
- الجائزة الأولى في مهرجان الفنون الثاني في بغداد عام 1988.
- شارك في مهرجان بغداد العالمي الثاني في بغداد وحاز على الجائزة الذهبية للرسم عام 1988.
- حائز على الجائزة الثانية للرسم عام 1989.
- حائز على ميدالية شرف وشهادة تقديرية من بينالي الفن الآسيوي بنغلاديش عام 1993.
- الجائزة الوطنية للإبداع في بغداد عام 1998.[3]

## عضوية
- عضو في نقابة الفنانين العراقيين.
- عضو في نقابة الفنانين التشكيليين العراقيين.

## وفاته
توفي الفنان عام 2015 في عمان عن عمر ناهز 77 عاماً.